# Szentegát
Szentegát je selo u južnoj Mađarskoj.
Zauzima površinu od 27,78 km četvornih.

## Zemljopisni položaj
Selo je izduljenog oblika i pruža se u smjeru sjever-jug.
Nalazi se na 45° 58' sjeverne zemljopisne širine i 17° 50' istočne zemljopisne dužine. Biriš je 4,5 km zapadno, Várad je 6 km zapadno, Obolj je 4,5 km sjeverozapadno, kotarsko sjedište Siget je 6,5 km sjeverno, Denčaz je pola km sjever-sjeveroistočno, 4,5 km sjeveroistočno su Katádfa i Bánfa, 4 km istočno je Sumonjski ribnjak, a selo Sumony je 6,5 km istočno, Okrag je 6 km jugoistočno, 6 km južno je Marača, a 6 km jugozapadno je Andrec.
Neposredno jugozapadno od Galamboša je prirodni rezervat Sentegatska šuma (mađ. Szentegáti-erdő természetvédelmi terület.).

## Upravna organizacija
Upravno pripada Sigetskoj mikroregiji u Baranjskoj županiji. Poštanski broj je 7915. 
Sentegatu pripada naselje Galamboš.

## Kultura
- palača obitelji Biedermann

## Stanovništvo
Szentegát ima 414 stanovnika (2001.). Većina su Mađari, a manjinsku samoupravu imaju Romi, koji čine 4%. U selu još žive Hrvati i Nijemci, kojih je po 0,9%. Rimokatolika je 2/3, a kalvinista 7%.

## Vanjske poveznice
- (mađ.) Légifotók a kastélyról Zračni snimci
- Szentegát na fallingrain.com